# Olivier Dokunengo
Olivier Dokunengo (4 settembre 1979) è un ex calciatore francese, di ruolo centrocampista.

## Carriera

### Club
Nel 2014, dopo aver militato al Le Mons-Dore, è passato al Magenta, con cui ha concluso la propria carriera nel 2015.

### Nazionale
Ha debuttato in Nazionale nel 2003. Ha partecipato, con la Nazionale, alla Coppa delle nazioni oceaniane 2008 e alla Coppa delle nazioni oceaniane 2012. Ha collezionato in totale, con la maglia della Nazionale, 19 presenze e una rete.